# Fayodia anthracobia
Fayodia anthracobia är en lavart som först beskrevs av J. Favre, och fick sitt nu gällande namn av Knudsen 1991. Enligt Catalogue of Life ingår Fayodia anthracobia i släktet Fayodia,  och familjen Tricholomataceae, men enligt Dyntaxa är tillhörigheten istället släktet Fayodia,  och familjen Porotheleaceae. Arten är reproducerande i Sverige. Inga underarter finns listade i Catalogue of Life.